# 戎怜菜
戎 怜菜（えびす れいな、1997年12月2日 - ）は、日本の女優。劇団ひまわり所属。

## 出演作品

### テレビドラマ
- 篤姫（於寛）
- 御宿かわせみ
- 純情きらり（緑）

### テレビアニメ
- ぼくの防空壕（あやこ）
- 蟲師（みく）

### 吹き替え
- WITHOUT A TRACE/FBI 失踪者を追え!2（ソフィー）
- 気分はぐるぐる
- スヌーピーとチャーリープラウン
- ダウト〜あるカトリック学校で〜
- ティム・バートンのコープスブライド
- バンビ2 森のプリンス (とんすけの妹)
- HACHI 約束の犬
- 魔法の木 ふしぎなそり（マルタ）
- ライラの冒険 黄金の羅針盤
- 製パン王キム・タック

### 舞台
- アニー（ストリートチャイルド）
- レ・ミゼラブル（リトルコゼット）
- 浪花のおよし捕物帖
- てるてる坊主の照子さん

### ナレーション
- USJ・ホワイトクリスマスキャロル

### CM
- 週刊そーなんだ!
- スパリゾートハワイアンズ

### スチール
- 市進教育グループ

### オリジナルビデオ
- ビキニング オブ トイレの花子さん イジメからはじまる物語（2011年12月2日、アムモ98） - 熊谷奈菜 役